# 染谷恭次郎
染谷 恭次郎（そめや きょうじろう、1923年4月15日 - 2000年1月3日）は、日本の会計学者。東京都出身。早稲田大学名誉教授。専門分野は財務会計であるが、管理会計・経営分析・原価計算・監査に関する書物や論文も多い。

## 人物
早稲田大学商学部卒業。早稲田大学では佐藤孝一博士の下で会計学を学ぶ。1946年卒業後商学部助手に採用され、専任講師・助教授を経て1955年に教授。
1962年には商学博士の学位を授与される。早稲田大学教務部長・商学部長・早稲田大学大学院商学研究科委員長等を歴任。1984年に設立された国際会計研究学会では発起人を務め、初代会長となる。1985年から1988年にかけて日本会計研究学会の会長等を務めるなど、日本における会計学の発展に貢献した。1991年には飯塚毅が設立した財団法人租税資料館理事長に就任。1994年早稲田大学名誉教授。
早稲田大学退職後、570.68m2の所有地を死因贈与という形で早稲田大学に寄贈した。早稲田大学はこの土地に国際交流の新たな場として、地下1階、地上4階の建物を建設し、1990年4月に染谷記念国際会館として開館した。
他に、愛知学院大学等でも非常勤講師を務めた。1999年勲三等旭日中綬章受章。2000年1月3日、急性心不全のため死去。享年75。叙正五位。
門下生に、片山覚、穐山幹夫、井出健二郎、岡下敏、小澤康人、鎌田信夫、河合邦良、藤田幸男、中村泰将、渡邊和夫、永見尊等がいる。

## 著書
著書・訳書は多数に及ぶ為、主要なものだけを挙げる。
- 『現代財務会計』（中央経済社）
- 『会計学』（中央経済社）
- 『国際会計論』（税務経理協会）
- 『経営分析』（国元書房）
- 『キャッシュ・フロー会計論』（中央経済社）